# Ophiogomphus acuminatus
Ophiogomphus acuminatus – gatunek ważki z rodziny gadziogłówkowatych (Gomphidae). Jest endemitem Stanów Zjednoczonych – występuje na niewielkim obszarze w stanach Alabama i Tennessee, prawdopodobnie także Kentucky. Opisał go Frank Louis Carle w 1981 roku.